# Вароша (квартал на Перник)
Варош (Вароша) е квартал в Перник.

## География
Намира се на стръмен хълм в западната част на града, непосредствено до река Струма. В близост до квартала се намират крепостта „Кракра“, западен и източен парк на Перник. Кварталът е свързан с два моста с останалата част на града. Улиците в квартала са павирани. Във Вароша се намира квартален магазин, а в близост е ВиК Перник.

## История
Той е един от първите квартали на Перник, съществувал още преди да бъдат построени първите минни сгради и Перник да стане град.

## Личности
Родени във Варош
- Ботьо Тачков – български и американски икономист, професор, борсов спекулант, банкер и експерт